# Сералунга ди Креа
Сералунга ди Креа (итал. Serralunga di Crea) је насеље у Италији у округу Алесандрија, региону Пијемонт.
Према процени из 2011. у насељу је живело 112 становника. Насеље се налази на надморској висини од 242 м.

## Становништво
Према резултатима пописа становништва 2011. у општини је живело 579 становника.
| 1931. | 1936. | 1951. | 1961. | 1971. | 1981. | 1991. | 2001. | 2011. |
| ----- | ----- | ----- | ----- | ----- | ----- | ----- | ----- | ----- |
| 1.175 | 1.148 | 1.095 | 1.022 | 888   | 756   | 644   | 617   | 579   |